# Station Carlisle
Carlisle is een spoorwegstation van National Rail in Carlisle, City of Carlisle in Engeland. Het station is eigendom van Network Rail en wordt beheerd door Avanti West Coast. Het station is Grade II* listed.
Het station aan de West Coast Main Line biedt overstapmogelijkheden op kleinere regionale spoorlijnen zoals de Cumbrian Coast Line.